# L'Armentera
L'Armentera è un comune spagnolo di 865 abitanti situato nella comunità autonoma della Catalogna.